# 두 낚시꾼에게 무슨 일이 생겼나
《두 낚시꾼에게 무슨 일이 생겼나》(영어: Gone Fishin')는 미국에서 제작된 크리스토퍼 케인 감독의 1997년 코미디 영화이다. 조 페시 등이 출연하였고, 줄리 버그먼 센더 등이 제작에 참여하였다.
이 영화는 미국에서 1997년 5월 30일 개봉하였다. 박스오피스 봄이 되었다.

## 출연진
- 조 페시
- 대니 글러버
- 로재나 아켓
- 린 휫필드
- 윌리 넬슨
- 닉 브림블
- 캐럴 케인
- 게리 그럽스
- 레이노어 샤인
- 모리 체이킨
- 루이즈 플레처

## 기타 제작진
- 공동 제작: 루 아코프, 리처드 H. 프린스
- 배역: 릭 몽고메리, 댄 퍼라다
- 미술: 로런스 밀러
- 의상: 리지 가디너

## 같이 보기
- 스턴트